# Program (zarządzanie)
Program – struktura organizacyjna utworzona na pewien czas w celu zarządzania zbiorem powiązanych ze sobą projektów.

## Definicja
Program według PMBOK Guide (A Guide to the Project Management Body of Knowledge) to zbiór kilku (dwóch lub więcej) projektów, które zarządzane w łączny i skoordynowany sposób przynoszą większą wartość, niż projekty składowe zarządzane indywidualnie. Zatem grupowanie projektów w programy ma sens wtedy, kiedy możemy uzyskać efekt synergii. Zgrupowane w program projekty muszą mieć wspólną charakterystykę, która powoduje, że może nastąpić logiczne połączenie elementów w program.

### Przykłady
Przykładem programu może być zorganizowanie Olimpiady w Londynie, wprowadzenie linii nowych produktów w regionach obu Ameryk, czy budowa Stadionu Narodowego – gdzie w ramach każdego z programów możemy wyodrębnić wiele przedsięwzięć, których nadzór i postęp powinien być skoordynowany. Warto wspomnieć, że każdy z projektów ma swój osobny, przydzielony temu projektowi zespół, budżet, harmonogram, listę ryzyk etc. Elementy te występują także na poziomie programu.

### Zarządzanie programem, a projektem
Proste przedłużenie technik zarządzania projektami nie jest wystarczające do efektywnego zarządzania programem. Na poziomie programu muszą wystąpić specyficzne techniki, procesy i narzędzia zarządzania programem oparte na podejściu iteracyjnym, zarządzaniu wieloma grupami interesariuszy, ich oczekiwaniami co do wartości, którą ma przynieść program. Cele programu są ściśle powiązane z celami strategicznymi przedsiębiorstwa. Warto mieć to na uwadze, rozróżniając duży projekt od programu. Kolejną różnicą między dużym projektem (w ramach którego często możemy wyróżnić pod-projekty), a programem jest wysoki poziom zawiłości i niejasności tego drugiego.

### Role
Program jest zarządzany przez kierownika programu (PgM, ang. program manager), który jest wspierany przez komitet sterujący programem (ang. program governance board) oraz indywidualne zespoły projektowe prowadzone przez kierowników projektów (PM, ang. project manager) wchodzące w skład programu.